# Jesús María Aristín Seco
Jesús María Aristín Seco (ur. 25 grudnia 1954 w Santa Cecilia del Alcor w Hiszpanii) – hiszpański duchowny rzymskokatolicki, pasjonista, od 2020 wikariusz apostolski Yurimaguas.

## Życiorys
23 września 1979 przyjął święcenia kapłańskie w zakonie pasjonistów. Od 1985 pracował w Peru jako duszpasterz zakonnych parafii. W 1992 powrócił do Hiszpanii i w latach 2001–2006 pełnił funkcję prokuratora prowincji. W latach 2006–2016 był sekretarzem generalnym ds. misji przy kurii generalnej, a w 2016 został mianowany administratorem apostolskim peruwiańskiego wikariatu apostolskiego Yurimaguas.
8 lipca 2020 papież Franciszek mianował go wikariuszem apostolskim Yurimaguas. Sakry biskupiej udzielił mu 8 grudnia 2020 kard. Pedro Barreto – arcybiskup Huancayo. 